# Pectocarya peninsularis
Pectocarya peninsularis är en strävbladig växtart som beskrevs av Ivan Murray Johnston. Pectocarya peninsularis ingår i släktet Pectocarya och familjen strävbladiga växter. Inga underarter finns listade i Catalogue of Life.